# Holger Limberg
Holger Limberg ist ein deutscher Anglist.

## Leben
Von 1998 bis 2004 studierte er Englisch, Sport und Mathematik an der Universität Münster. Von 2000 bis 2001 war er Assistant Teacher für Deutsch als Fremdsprache an der Northgate High School in Ipswich. Von 2005 bis 2010 war er wissenschaftlicher Mitarbeiter am Institut für Anglistik und Amerikanistik der Universität Oldenburg. 2008 war er Morley Scholar am English Language Institute (ELI) an der University of Michigan. Von 2009 bis 2010 war er Lehrbeauftragter an der Universität Bremen. Von 2010 bis 2012 war er Referendar an der Sachsenwaldschule Gymnasium Reinbek und von 2012 bis 2013 Studienrat für Englisch und Sport ebendort. Von 2013 bis 2019 lehrte er als Juniorprofessor für Englischdidaktik, Europa-Universität Flensburg. Seit 2019 ist er Professor für Englischdidaktik in Flensburg.
Seine Schwerpunkte sind Klassenzimmer-Diskurs, Pragmatik im Sprachunterricht, integriertes Lernen von Inhalten und Sprachen, interkulturelles Lernen, Videografie des Englischunterrichts und Workshops zur Sprache des Schreibens.

## Schriften (Auswahl)
- The Interactional Organization of Academic Talk. Office Hour Consultations. Amsterdam 2010, ISBN 90-272-5602-0.
- als Herausgeber mit Miriam Locher: Advice in discourse. Amsterdam 2012, ISBN 978-90-272-5626-3.
- als Herausgeber mit Olaf Jäkel: Unterrichtsforschung im Fach Englisch. Empirische Erkenntnisse und praxisorientierte Anwendung. Frankfurt am Main 2016, ISBN 3-631-66711-6.
- The primary english classroom corpus (PECC). Flensburg 2019, ISBN 978-3-939858-37-9.